# Pont-lès-Bonfays
Pont-lès-Bonfays település Franciaországban, Vosges megyében. Lakosainak száma 102 fő (2022. január 1.). Pont-lès-Bonfays Frénois, Légéville-et-Bonfays, Lerrain, Pierrefitte és Les Vallois községekkel határos.

## Népesség
A település népességének változása:
| Lakosok száma | 96   | 99   | 105  | 102  | 108  | 108  | 106  | 104  | 102  |
|               | 2013 | 2015 | 2016 | 2017 | 2018 | 2019 | 2020 | 2021 | 2022 |